# Здроєк (Дзялдовський повіт)
Здроєк (пол. Zdrojek) — село в Польщі, у гміні Лідзбарк Дзялдовського повіту Вармінсько-Мазурського воєводства.
Населення — 69 осіб (2011).
У 1975-1998 роках село належало до Цехановського воєводства.

## Демографія
Демографічна структура станом на 31 березня 2011 року:
|          | Загалом | Допрацездатний вік | Працездатний вік | Постпрацездатний вік |
| -------- | ------- | ------------------ | ---------------- | -------------------- |
| Чоловіки | 31      | 4                  | 23               | 4                    |
| Жінки    | 38      | 8                  | 19               | 11                   |
| Разом    | 69      | 12                 | 42               | 15                   |